# Renate Künast
Renate Künast (Recklinghausen, 15 dicembre 1955) è una politica tedesca.

## Biografia
Renate Elly Künast nasce a Recklinghausen in una famiglia di operai. Desiderando diventare assistente sociale studia dal 1973 al 1976 alla Hochschule Düsseldorf, l'università di scienze applicate della città. Dopo la laurea lavora presso la prigione di Tegel per due anni e contemporaneamente s'iscrive all'Università libera di Berlino per diventare avvocato, laureandosi nel 1982. Avendo riuscito gli esami di Stato necessari a praticare l'avvocatura, nel 1985 entra a lavorare nello studio legale di Wolfgang Wienand famoso per le sue lotte per i diritti civili.
Il suo impegno politico inizia nel 1979 quando aderisce a un partito ecologista denominato Lista alternativa che poi sfocerà nei verdi tedeschi. Lei stessa ne diventerà poi la copresidente nel 2000. Nel 1985 è eletta come deputata al parlamento di Berlino Ovest sempre con il partito ecologista e lo resta fino agli anni 2000. Il 12 gennaio 2001 è nominata ministra federale dell'alimentazione, dell'agricoltura e della protezione dei consumatori nella coalizione di Gerhard Schröder, mantenendo la carica fino alle sue dimissioni il 4 ottobre 2005. Il 27 settembre era stata eletta capo del gruppo parlamentare dei verdi tedeschi.
Nel 2013 perde il suo mandato come capo del gruppo parlamentare dei verdi tedeschi e i suoi risultati elettorali anche a livello federale iniziano a degradarsi.

## Premi e riconoscimenti
- 2001: Premio Rachel Carson[4]